# Ilich Ramírez Sánchez
Ilich Ramírez Sánchez (sinh ngày 12 tháng 10 năm 1949) được biết đến nhiều hơn với biệt danh Carlos Chó rừng, người Venezuela, là một nhân vật hoạt động khủng bố khét tiếng, hiện đang chịu án tù chung thân tại Pháp.
Sánchez sinh tại bang Táchira, Venezuela. Cha là một luật sư theo chủ nghĩa Mác và đặt tên con là Ilich theo tên của lãnh tụ cộng sản Lenin. Sánchez sớm tham gia phong trào cộng sản dân tộc chủ nghĩa, từng được huấn luyện tại một trại huấn luyện chiến tranh du kích của cơ quan tình báo Cuba gần La Habana, từng được đào tạo tại Đại học Hữu nghị Các dân tộc mang tên Patrice Lumumba tại Moskva nhưng bị trường này đuổi học vào năm 1970. Sau khi bị đuổi học, Sánchez đến Trung Đông và tình nguyện chiến đấu cho một số tổ chức dân tộc chủ nghĩa ở Palestin, Jordan, Iraq mà trước hết là nhóm vũ trang của Mặt trận Dân tộc Giải phóng Palestin do Wadie Haddad làm thủ lĩnh.
Sánchez bị quy tội đánh bom bất thành ngân hàng Hapoalim ở Luân Đôn, đánh bom các tòa soạn báo có khuynh hướng thân Israel ở Paris, ném lựu đạn vào một nhà hàng ở Paris khiến 2 người thiệt mạng và 30 người bị thương, dùng RPG bắn vào các máy bay của El Al tại sân bay Orly gần Paris vào các ngày 13 và 17 tháng 1 năm 1975.
Ngày 27 tháng 6 năm 1975, khi Cơ quan Theo dõi Khủng bố của Pháp (Direction de la surveillance du territoire - DST) bắt được người liên lạc của Sánchez và từ đó tiếp cận được Sánchez, Sánchez đã bắn ba đặc vụ của DST khiến 2 người chết và 1 người bị thương, rồi trốn sang Beirut.
Ngày 21 tháng 12 năm 1975, Sánchez dẫn đầu một nhóm 6 kẻ khủng bố tấn công vào trụ sở của OPEC tại Viên, bắt 60 người làm con tin và giết 3 người. Chính phủ Áo buộc phải cấp máy bay cho Sánchez mang con tin đi Baghdad sau đó đi Tripoli rồi Algiers. Các con tin được thả tự do dần ở các nơi đó. Những năm sau sự kiện này, Sánchez bị một số đồng đội của mình cáo buộc là ăn tiền để thả một số phái viên người A Rập trong số những con tin bị bắt mặc dù đã được nhóm vũ trang của Mặt trận Dân tộc Giải phóng Palestin chỉ thị giết đi. Từ đó Sánchez bị đuổi khỏi Mặt trận Dân tộc Giải phóng Palestin.